# Infurcitinea cyprica
Infurcitinea cyprica is een vlinder uit de familie echte motten (Tineidae). De wetenschappelijke naam is voor het eerst geldig gepubliceerd in 1985 door Petersen & Gaedike.
De soort komt voor in Europa.